# Caution Point
Der Caution Point (englisch für Sorgfaltsspitze, in Argentinien in gleichbedeutender Benennung Punta Atención, in Chile Punta Lamperein) ist eine Landspitze an der Oskar-II.-Küste des Grahamlands auf der Antarktischen Halbinsel. Er markiert 6 km nordöstlich des Mount Birks das östliche Ende eines felsigen Gebirgskamms, der die Nordwand des Crane-Gletschers bildet.
Die ersten Luftaufnahmen fertigte der australische Polarforscher Hubert Wilkins bei einem Überflug am 20. Dezember 1928 an. Der Falkland Islands Dependencies Survey kartierte und benannte ihn 1947. Die Benennung ist eine Anspielung auf Unzulänglichkeiten der Lokalisation geografischer Objekte aus der Luft ohne die Vorteile der Vermessungen vor Ort. Chilenische Wissenschaftler benannten die Landspitze dagegen nach dem Geologen Carlos Lamperein, der hier 1969 tätig war.